# Гузицкий, Лешек
Лешек Стефан Гузицкий (пол. Leszek Stefan Guzicki; род. 19 января 1917, ум. 23 февраля 1984) — польский экономист, участник Варшавского восстания, политический деятель, депутат Сейма Польши.

## Биография
Родился в Варшаве. После окончания средней школы в Варшаве он учился экономику в Свободном польском университете. В 1937 был одним из основателей Демократического клуба в Варшаве (польск. Klub Demokratyczny), в 1939 — Демократической партии. Он активно действовал в молодёжных секциях этих организаций, во время войны возглавлял конспиративное Движение демократической молодёжи. В 1944 участвовал в Варшавском восстании, затем стал членом Круга Молодых в Крайовой Раде Народовой.
После войны он был активистом Союза демократической молодёжи, в 1945 стал заместителем председателя варшавского отделения Демократической партии. Окончил Варшавскую школу экономики (во время второй мировой войной обучался в подпольном учебном заведении этого вуза). В 1947 выбрали его депутатом образовательного Сейма Польши (по 1952). Позднее перешёл из Демократической партии в Польскую объединённую рабочую партию. Научный работник в Институте экономических и социальных наук Варшавского Политехнического института.
Умер в Варшаве, похоронен на кладбище Старые Повонзки.

## Основные труды
- Rozwój idei socjalistycznych w myśli ekonomicznej (1964), соавторы: Веслав Кудла, Северин Журавицкий
- Historia polskiej myśli społeczno-ekonomicznej do roku 1914 (1969), соавтор: Северин Журавицкий
- Historia polskiej myśli społeczno-ekonomicznej 1914—1945 (1974), соавтор: Северин Журавицкий
- Polscy ekonomiści XIX i XX wieku (1984), соавтор: Северин Журавицкий